# Geophaginae
Geophaginae è una sottofamiglia di pesci d'acqua dolce appartenente alla grande famiglia Cichlidae e comprende decine di specie suddivise in 14 generi.

## Generi
- Acarichthys
- Apistogramma
- Apistogrammoides
- Biotodoma
- Biotoecus
- Crenicara
- Dicrossus
- Geophagus
- Guianacara
- Gymnogeophagus
- Satanoperca
- Taeniacara